# Mason & Dixon
Mason & Dixon är en roman av den amerikanske författaren Thomas Pynchon utgiven 1997, i svensk översättning 2001.

## Handling
Romanen utspelar sig under åren 1763–1767 och handlar om de två britter, astronomen Charles Mason och lantmätaren Jeremiah Dixon som drog upp den så kallade Mason-Dixon-linjen, den spikraka gränsdragningen mellan Pennsylvania och Maryland som bland annat kom att bli betydelsefull som skiljelinjen mellan slavstater och fria stater i USA. Men romanen, som är skriven som en slags pastisch på 1700-talets prosa, innehåller också en mängd bihandlingar, sidospår och utvikningar där både verkliga och fiktiva historiska händelser skildras. Några av de historiska personer som dyker upp i handlingen är George Washington, Benjamin Franklin och Thomas Jefferson. I handlingen väver Pynchon också in mycket annat, som spekulationer om de elva dagar som försvann vid övergången till den Gregorianska kalendern 1582 och en konspirationsteori rörande jesuiter.

## Mottagande
I sin recension i Dagens Nyheter skrev Henrik Berggren att Mason & Dixon är en "storartad och burlesk hyllning till ett 1700-tals-Amerika som är på en gång helt verkligt och samtidigt fullständigt mytiskt. Ungefär som dagens USA." Mason & Dixon har utnämnts till en av de stora amerikanska romanerna.